# Hong Kong Film Awards
Hong Kong Film Awards (kinesiska:  香港電影金像獎), är en årligen återkommande gala arrangerad av Hong Kong Film Awards Association. Galan är Hongkongs motsvarighet till den amerikanska Oscarsgalan och delar ut priser för insatser inom Hong Kong-film sedan 1982.
Den första galan hölls den 9 mars 1982 och priser delades ut till filmer från 1981. Ceremonin hölls på Hong Kong Arts Centre i Wan Chai. Då fanns fem priskategorier: bästa film, bästa regi, bästa manus, bästa manliga huvudroll och bästa kvinnliga huvudroll. Allen Fongs film Far och son vann bästa film.
Den hittills största kontroversen i galans historia inträffade 2016 då ceremonin censurerades av kinesisk media på grund av att Ten Years nominerats till bästa film. Filmen var en stor framgång i Hongkong och skildrar en mörk, dystopisk framtid där Hongkong faller sönder under det kinesiska styret. De stora kinesiska TV-kanalerna på fastlandet vägrade sända galan och när Ten Years vann bästa film rapporterades detta inte i deras nyhetssändningar.

## Priskategorier
Priset delas ut i 19 ordinarie kategorier varje år.

- Bästa film
- Bästa regissör
- Bästa filmmanus
- Bästa manliga huvudroll
- Bästa kvinnliga huvudroll
- Bästa manliga biroll
- Bästa kvinnliga biroll
- Bästa nykomling
- Bästa foto
- Bästa klippning
- Bästa scenografi
- Bästa kostym & smink
- Bästa action-koreografi
- Bästa filmmusik
- Bästa sång
- Bästa ljud
- Bästa specialeffekter
- Bästa film från fastlandet och Taiwan
- Bästa regidebut